# Tricking
Tricking là một môn thể thao không va chạm, là sự kết hợp của các môn võ khác nhau như taekwondo, wushu, karate hoặc capoeira và thêm vào đó một chút mùi vị của breakdance, kết hợp với môn nhào lộn và thể dục dụng cụ nhằm mục đích đạt được sự trình diễn mang tính thẩm mỹ của các sự kết hợp "thủ thuật" khác nhau.

## Lịch sử
Từ những năm 1960 trong võ thuật, trước khi bộ môn Tricking ra đời, xu hướng thực hiện những động tác võ thuật phức tạp và đẹp mắt đã xuất hiện. Đặc biệt là trong môn võ Taekwondo, các võ sĩ chú trọng vào những cú đá bay, nhảy hoặc xoay ngoạn mục và đẹp mắt (như đòn đá 540 độ) được phát triển vào giữa những năm 1960 trong các cuộc thi võ thuật quốc tế.
Gốc rễ của môn thể thao "ngầm" này được xuất hiện lần đầu vào khoảng những năm 80 tại một giải karate, khi mà họ bắt đầu thi đấu bằng các bài biểu diễn theo nhạc và một trong những người đầu tiên khai sinh ra môn tricking là Jean Frentte. Tuy vậy so với Tricking thời điểm hiện tại thì thể loại tricking sơ khai này khác rất nhiều, khi đó chưa có các động tác nhào lộn...
Môn thể thao Tricking dần nổi lên như một hiện tượng trên Internet vào đầu những năm 2000. Xtreme Martial Arts được cho là tiền thân của môn thể thao này và đã xuất hiện trong nhiều giải đấu võ thuật khác nhau vào những năm 90 và đầu những năm 2000. Đến cuối năm 2003, cộng đồng Tricking  trực tuyến đã phát triển mạnh mẽ, quy tụ người tập Tricking từ khắp nơi trên thế giới lại với nhau. Với sự nổi lên của YouTube , những người tập Tricking đã có thể chia sẻ video của họ với người khác và bộ môn này đã nhận được sự gia tăng lớn về mức độ phổ biến và sự quan tâm
Thể loại tricking như hiện nay được xuất hiện từ những năm 90 thế kỉ 20 và đầu thế kỉ 21. Những tên tuổi như Hon Valera hoặc Kim Do và nhiều nhân vật khác nữa đã đưa môn thể thao này sang một hướng đi mới, khi mà võ thuật, nhào lộn và thể dục dụng cụ được hòa nhập lại với nhau, và cùng với đó đã có những trang web như www.bilang.com hay https://www.loopkickstricking.comvới mục đích quảng cáo cho môn thể thao mới này.